# Nationaal Comité van Verzet
Het Nationaal Comité van Verzet was een verzetsorganisatie tijdens de Tweede Wereldoorlog.
Bud Andrée Wiltens had zijn neef Mom Wellenstein verzocht deze organisatie op de richten. Hierbij waren ook betrokken diens clubgenoot Thys Risselada, A. van Velsen en Lambertus Neher, die door de Duitsers was afgezet als directeur van de Gemeentelijke Telefoondienst van Den Haag. In het begin ook nog A. Chaillet van de Bataafse Petroleum Maatschappij maar die werd al snel gearresteerd en vervangen door de Utrechtse juriste Marie Anne Tellegen.
De groep is nooit officieel opgericht en dus ook nooit ontbonden, maar de activiteiten begonnen in 1943. Het moest een landelijke organisatie worden met een kantoor in Den Haag. Kantoor was een groot woord, want er werd bij mensen thuis gewerkt, onder meer bij Greve in de Parkstraat, bij Van Velsen op Bankastraat 111 en in de Zeestraat.
Doel van het Nationaal Comité (NC), zoals de groep al snel werd genoemd, was allerlei verzetsactiviteiten van verschillende groepen te coördineren op civiel gebied. Ook het verzamelen van informatie over de Duitsers was belangrijk.